# من أجل البقاء
من أجل البقاء (باليابانية: 無人惑星サヴァイヴ، بالروماجي:  Mujin Wakusei Survive) (بالإنجليزية: Planet Survival) مسلسل أنمي ياباني من إنتاج إستديو مادهاوس وإستديو طوكيو موفي شينشا عرض لأول مره في 16 أكتوبر 2003 واستمر عرضه حتى 28 أكتوبر 2004. تمت دبلجة المسلسل للغة العربية وعرض على قناة الجزيرة للأطفال.

## الشخصيات
لونا (باليابانية: ルナ): تبلغ 14 عام توفي والداها شجاعة مساعدة للآخرين
شارلا (باليابانية: シャアラ): ضعيفة الشخصية تؤلف القصص الخيآلية طيبة
مينوري (باليابانية: メノリ・ヴィスコンティ): قيادية جامدة الملامح توفيت والدتها وهي صغيرة تعزف على الكمان
هوارد (باليابانية: ハワード): متكبر مغرور مدلل ثم يتعلم أن الحياة ليست له وحده
بيل (باليابانية: ベル): قوي شجاع كان يسكن في مستعمرة على كوكب بلوتو وهو صغير
شينغو (باليابانية: シンゴ): عمره 12 سنة يحلم أن يكون ميكانيكي مثابر
تشاكو (باليابانية: チャコ): قطة ألية لونها وردي يرميها صاحبها ثم يجدها والد لونا ويهديها للونا
بورت (باليابانية: ポルト): عجوز لديه ابن واحد يعمل ميكانيكي يسافر على سفينة الاوريون
أدم (باليابانية: アダム): كائن فضائي لونه ازرق اسمه الكامل الدورام جييت لديه آثار عبارة عن سفينة فضائية
كاورو (باليابانية: カオル): غامض يفضل الاعتماد على نفسه تعرض لحادث مع صديقه لويس ويلوم نفسه على موته.

## الأصوات العربية
- رانيا حمندي - لينا
- اليسار حاموش - آدم

ماريا أسود - فاطمة
- رانيا مروة - شيكو
- عبدو حكيم - هاني
- شربل أيوب - شادي
- رنا الرفاعي - منال (مدرجة باسم رنا ريفاعي)
- ندى عيتاني - شادية
- إبراهيم ماضي
- حسان حمدان - كمال
- ريتشارد ياني (مدرجة باسم ريتشارد يني)

## طاقم العمل

### النسخة العربية
- ترجمة:
- ديمتري ملكي
- ميكساج:
- مارك المر ، ماري سغمان
- إشراف عام:
- جورج أبو سلبي
- تمت الدبلجة في إستديوهات:
- Image Production House
بيروت - لبنان

## روابط خارجية
- Official NHK Mujin Wakusei Website (باليابانية)
- Telecom Anime Mujin Wakusei Website (باليابانية)
- JVC Mujin Wakusei Theme Songs (باليابانية)
- من أجل البقاء على موقع IMDb (الإنجليزية)
- من أجل البقاء على موقع كينوبويسك (الروسية)
- من أجل البقاء على موقع قاعدة بيانات الفيلم (الإنجليزية)
- من أجل البقاء على موقع ANN anime (الإنجليزية)